# Ninel Lukanina
Ninel Vasilyevna Lukanina (em russo:  Нинель Васильевна Луканина; 18 de setembro de 1937) é uma ex-jogadora de voleibol da Rússia que competiu pela União Soviética nos Jogos Olímpicos de 1964.
Em 1964, ela fez parte da equipe soviética que conquistou a medalha de prata no torneio olímpico, no qual atuou em uma partida.